# Plusiotricha pratti
Plusiotricha pratti là một loài bướm đêm trong họ Noctuidae.